# Wind (tàu vũ trụ)
Vệ tinh Wind thuộc Khoa học không gian địa lý toàn cầu (GGS) là tàu vũ trụ khoa học của NASA được phóng vào ngày 1 tháng 11 năm 1994, lúc 09:31 UTC, từ bệ phóng 17B tại Trạm Không quân Cape Canaveral (CCAFS) ở đảo Merritt, Florida, trên một tên lửa đẩy McDonnell Douglas Delta II 7925-10. Wind đượcMartin Marietta Astro Space Division thiết kế và sản xuất ở East Windsor, New Jersey. Vệ tinh này là một vệ tinh hình trụ quay ổn định với đường kính 2,4 m và chiều cao 1,8 m.
Wind đã được triển khai để nghiên cứu sóng vô tuyến và plasma xuất hiện trong gió mặt trời và trong từ quyển của trái đất. Nhiệm vụ ban đầu của tàu vũ trụ này là quay quanh Mặt trời tại điểm L1 Lagrange, nhưng việc này đã bị trì hoãn để phục vụ việc nghiên cứu từ trường và môi trường gần Mặt Trăng khi tàu vũ trụ SOHO và ACE đã được gửi đến cùng một vị trí nêu trên. Wind đã ở điểm L1 Lagrange liên tục kể từ tháng 5 năm 2004 và vẫn hoạt động tại thời điểm tháng 5 năm 2019. Wind hiện tại có đủ lượng nhiên liệu để tồn tại hơn 50 năm tại vị trí L1. Wind tiếp tục thu thập dữ liệu và kể từ ngày 10 tháng 5 năm 2019 (không bao gồm các thông tin đã được xuất bản năm 2019), đã đóng góp dữ liệu cho hơn 5000 ấn phẩm khoa học được phát hành.
Việc thực hiện các nhiệm vụ của tàu vũ trụ này được thực hiện từ Trung tâm điều hành đa nhiệm vụ (MMOC) trong Tòa nhà 14 tại Trung tâm bay không gian Goddard ở Greenbelt, Maryland.
Dữ liệu của tàu vũ trụ Wind có thể được truy cập bằng phần mềm SPEDAS.